# Hanns Fuchs
Hanns Fuchs (también: Hanns Fuchs-Stadthagen, así como los seudónimos Hanns Passeyer y Hanns Harro; Stadthagen, 1881 - después de 1909) fue un escritor alemán, que a principios del siglo XX publicó numerosos escritos sobre la homosexualidad.

## Vida
Hanns Fuchs publicó entre 1901 y 1910 más de veinte escritos. Sus obras reflejan a menudo el ambiente local de Hánover. Un escrito publicado en 1903 en Berlín sobre el tema Richard Wagner y la homosexualidad, fue reeditado más tarde en forma resumida por Hans Eppendorfer.
«Es probable [que Hanns Fuchs] conociese a [...]» al industrial de Sulingen, J.Heinrich Dencker, uno de los dirigentes del Comité Científico-Humanitario y uno de los primeros activistas del primer movimiento homosexual en la provincia prusiana de Hánover.
Tras 1909 Fuchs desapareció, posiblemente en el Imperio otomano. En 1930 fue declarado por muerto en Darmstadt.